# الیسی
الیسی ماریانا جیتس (به انگلیسی: Ellise Mariana Gitas؛ زادهٔ ۱۰ سپتامبر ۱۹۹۸) خواننده-ترانه‌پرداز آمریکایی می‌باشد.

## اوایل زندگی
الیسی در فوستر سیتی، کالیفرنیا بزرگ شد و وقتی ۱۵ سالش بود مادرش از ایالات متحده به عراق نقل مکان کرد. وی با والدین خود و برادر بزرگترش که موسیقی‌دان و تهیه‌کنندهٔ موسیقی نیز می‌باشد، بزرگ شده‌است. او پس از دریافت دیپلم دبیرستانش از دبیرستان مونته ویستا، در سن ۱۷ سالگی به لس‌آنجلس نقل مکان کرد تا حرفهٔ موسیقایی خود را دنبال کند.